# JOLED
JOLED(일본어: 株式会社 JOLED, 주식회사 JOLED)는 일본 도쿄도에 본사를 둔 일본의 디스플레이 기술 기업이다. 2015년에 파나소닉홀딩스과 소니의 OLED 사업 부문의 합병을 통해 2015년 1월 5일 탄생했다. 잉크젯 프린팅에 선구적이었으며 OLED 디스플레이의 개발 및 생산을 전문으로 한다.
JOLED는 2023년 3월 27일 도쿄지방법원에 민사회생절차 개시를 신청했다.

## 제품
2020년 7월 기준으로 3가지 크기의 4K RGB OLED 패널이 있다 - 22인치, 27인치, 32인치 - 이것들 모두 판매 대상이다. JOLED는 10~32인치 OLED의 생산 및 판매를 목표로 한다고 언급했으며 여기에는 투명 및 플렉서블이 포함된다.
2021년 기준으로 JOLED 시장은 "OLEDIO"라는 브랜드명으로 OLED 디스플레이를 광고한다.

### 제품 목록
| 디스플레이 크기 (인치) | 해상도 | 최고 밝기 | 명암비      | 패널 두께 | 출시일      | 참고                | 구매처           |
| ---------------------- | ------ | --------- | ----------- | --------- | ----------- | ------------------- | ---------------- |
| 22                     | 4K     | 350 cd/m2 | 1,000,000:1 | 1.3 mm    | 2017년 12월 | OLEDIO 브랜드; 평판 | Sony, Asus, Eizo |
| 28                     | 4K     | 540 cd/m2 | 1,000,000:1 | 1.22 mm   | Jul 2020    | OLEDIO; 평판 패널   |                  |
| 32                     | 4K     | 540 cd/m2 | 1,000,000:1 | 1.22 mm   | 2020년 7월  | OLEDIO; 평판 패널   | LG전자           |